# Юрта Пеликова
Юрта Пеликова — упразднённый в декабре 2004 года мансийский посёлок, относившийся к Хорпийскому сельсовету города областного подчинения Ивделя Свердловской области России. Входил в состав муниципального образования город Ивдель.

## Географическое положение
Посёлок Юрта Пеликова был расположен в 108 километрах к северо-северо-востоку от города Ивделя, в таёжной местности, на правом берегу реки Посыръи (левого притока реки Пелым). Автомобильное сообщение отсутствует.

## История
Решением облисполкома №195 от 29 марта 1978 года посёлок включён в учётные данные и в состав Хорпийского сельсовета.
Посёлок входил в «Перечень районов проживания малочисленных народов Севера».
Областным законом № 180-ОЗ от 22 ноября 2004 года посёлок был упразднён. Закон вступил в силу через 10 дней со дня опубликования.